# ماروین مک‌کوی
ماروین مک‌کوی (انگلیسی: Marvin McCoy؛ زادهٔ ۲ اکتبر ۱۹۸۸) بازیکن فوتبال اهل بریتانیا است.
از باشگاه‌هایی که در آن بازی کرده‌است می‌توان به باشگاه فوتبال هارو بورو، باشگاه فوتبال ویلدستون، باشگاه فوتبال وایکام واندررز، باشگاه فوتبال یورک سیتی، و باشگاه فوتبال آلدرشات تاون اشاره کرد.
وی همچنین در تیم ملی فوتبال آنتیگوا و باربودا بازی کرده‌است.